# Яково
Я̀ково е село в Югозападна България, област Благоевград, община Петрич.

## География
Село Яково е разположено в източните поли на Огражден планина на около 900 m надморска височина. Отстои на 24 km северно от град Петрич. Климатът е преходно-средиземноморски с летен минимум и зимен максимум на валежите.

## История
Според местни легенди първият жител на селото е Яко от Палат. Той бил измекярин на бея, който притежавал земите в по-ниските части от яковското землище. Беят има хубава дъщеря, която Яко харесвал. Тя също харесвала Яко, но беят научил за любовта им и заповядал да хванат младежа. Двамата влюбени успели да избягат и се изкачили високо в планината, където си построили колиба. Там дошли и други заселници - от Палат, Дреново, Гайтаниново и други. Селото било наречено по името на първия заселник - Яко. Най-старите фамилии са Кацарци, Трайковци, Чановци, Кантурци.
През XIX век селото е чисто българско, числящо се към Петричка кааза. В „Етнография на вилаетите Адрианопол, Монастир и Салоника“, издадена в Константинопол в 1878 година и отразяваща статистиката на населението от 1873 година, Яково (Yacovo) е посочено като село с 83 домакинства с 60 жители българи. По време на Кресненско-Разложкото въстание селото е ограбено и опустошено от башибозуци.
Според статистиката на Васил Кънчов („Македония. Етнография и статистика“) от 1900 година в Яково живеят 360 жители, всички българи-християни. Съгласно статистиката на секретаря на Българската екзархия Димитър Мишев („La Macédoine et sa Population Chrétienne“) в 1905 година населението на селото се състои от 370 българи екзархисти.
При избухването на Балканската война през 1912 година 2 души от селото са доброволци в Македоно-одринското опълчение.
През XX век Яково е общински център за околните села Дреново, Тонско дабе, Драгуш, Иваново и Крънджилица. Населението на Яково през 1960-те и 1970-те години е около 500-600 души.
По онова време в Яково има селска милиционерска служба, помещаваща се в местния съвет. Населението се препитава по онова време предимно с тютюнопроизводство, животновъдство и горско стопанство.
През 1960-1961 година е изградена електрическата мрежа до село Яково. През 1970-1972 година е прекаран водопровод с питейна и поливна вода, който идва високо от Огражден планина. Водохващането е под връх Маркови кладенци (1524 м) като тръбопроводът, дълъг почти 20 километра, е изграден от етернитови тръби. През 1986-1987 година до село Яково е изграден асфалтов четвъртокласен път. В началото на 1990-те години жителите на село Яково са свързани и с телефонната мрежа към страната, като допреди това е имало телефонен пост в пощенската станция.
През 70-те години на ХХ век е построено училище, с пансион за децата от околните села, което днес не функционира. В киното, чиято съдба е като на училището, са се прожектирали филми през 80-те години на ХХ век както и много други мероприятия като новогодишни празненства. През 80-те години е изградена нова сграда на кметството и болница с родилно помещение, зъболекърски кабинет и лекарски кабинет, които вече не функционират. В новата сграда на съвета са се помещавали кметството, местната селска библиотека, пощенската станция, стаи отдавани под наем на учители преподаващи в местното училище както и помещения за нуждите и бита на местната управа.

## Население

### Етнически състав
Преброяване на населението през 2011 г.
Численост и дял на етническите групи според преброяването на населението през 2011 г.:
|                     | Численост |
| Общо                | 85        |
| Българи             | 83        |
| Турци               | _         |
| Цигани              | -         |
| Други               | -         |
| Не се самоопределят | -         |
| Неотговорили        | 2         |

## Забележителности
Православната българска църква „Св. св. Петър и Павел“ е сравнително добре запазена благодарение на местни и други дарители.
Местният фолклорен състав, съставен от предимно възрастни жени и няколко мъже, пази традиционните местни фолклорни черти на село Яково.

## Редовни събития
Съборът на селото е на патронния празник на местната църквата Петровден, но с годините и обезлюдяването на Яково е прекъснат през 1990-те години.
През 1997 година с дарения е построен параклис „Света Богородица“, намиращ се на километър от село Яково. Там на Голяма Богородица на 15 август се излиза на черква на параклиса и се прави курбан. Празнува се също и Великден с излизане на църква в двора на „Св. св. Павел и Петър“, където местните хора си разменят разни гозби и великденски козунаци и яйца. Прави се и курбан за здраве през октомври на Петковден като се заколва ялова крава или юница пред църквата.

## Личности
Родени в Яково
- Димитър Вангелов (1950 – 2022), български свещеник, протойерей[9]

Починали в Яково
- Стоимен войвода (1804 – 1860), български хайдушки войвода